# Saint-Jean-sur-Richelieu

Saint-Jean-sur-Richelieu é uma cidade canadense, localizada na província de Quebec. A cidade possui aproximadamente 92 mil habitantes, segundo estimativa de 2012.
A grande maioria da população (precisamente 96%) tem o francês como sua língua materna, isso devido a colonização francesa na região. É a terra natal do ex-piloto de automobilismo, Gilles Villeneuve, e de seu filho, também piloto de automobilismo, Jacques Villeneuve, campeão mundial de Fórmula Indy em 1995 e de Fórmula 1 em 1997 e do wrestler Kevin Owens.